# Jaroslav Hilbert

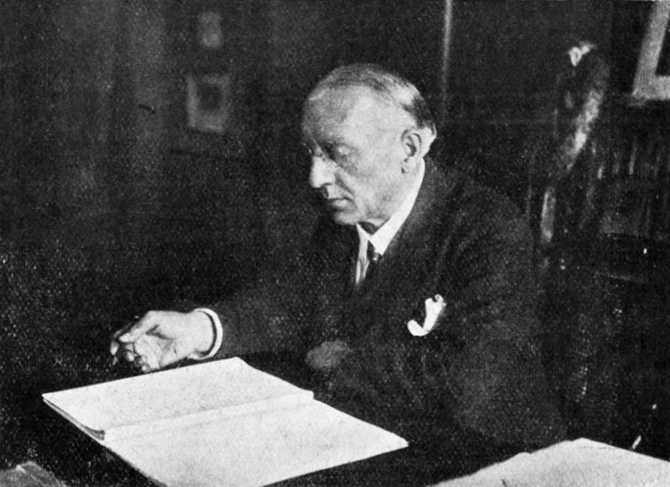
Jaroslav Hilbert

Jaroslav Hilbert, född 1871, död 1936, var en tjeckisk författare.
Hilbert väckte uppseende genom det med rask teknisk färdighet utförda sorgespelet Skuld (1896). I dramerna Faust (1898) och Paria (1900) står han under Ibsenska problemdramatikens tunga band. Djärvt anlagt men ej helt lyckat är Hilberts historiska skådespel Z. von Falkenstein (1903) med motiv från Přemyslidernas riddarliv. Pragromanen Riddar Kura (1911) visar honom som en suggestiv berättare.